# Phlaeobella insularum
Phlaeobella insularum är en insektsart som beskrevs av Willy Adolf Theodor Ramme 1941. Phlaeobella insularum ingår i släktet Phlaeobella och familjen gräshoppor. Inga underarter finns listade i Catalogue of Life.